# Acraea hansmeyeri
Acraea hansmeyeri är en fjärilsart som beskrevs av Embrik Strand 1913. Acraea hansmeyeri ingår i släktet Acraea och familjen praktfjärilar. Inga underarter finns listade i Catalogue of Life.